# 韋爾斯河
60°44′50″N 58°45′56″E / 60.74722°N 58.76556°E
韋爾斯河（俄语：Велс），是俄羅斯的河流，位於該國西部彼爾姆邊疆區，屬於維舍拉河的左支流，發源自北烏拉爾山脈，河道全長92公里，流域面積1,490平方公里。

#### 引用
1. ↑  . Государственный водный реестр.   [2025-07-31].

#### 其他
- www.uraltravel.com （页面存档备份，存于）